# La porta di Mandelbaum
La porta di Mandelbaum (The Mandelbaum Gate) è un romanzo della scrittrice scozzese Muriel Spark pubblicato nel 1965. Il romanzo è stato premiato con il James Tait Black Memorial Prize per la narrativa.
Il titolo fa riferimento al checkpoint di Gerusalemme attorno al quale è ambientato il romanzo.

## Trama
Le vicende del romanzo hanno luogo nella Gerusalemme del 1961 (con il processo a Adolf Eichmann sullo sfondo). Mentre è in pellegrinaggio nella Terra santa, l'ebrea-cattolica Barbara Vaughn programma di incontrarsi col fidanzato, un archeologo che lavora a Qumran (dove vennero rinvenuti i Manoscritti del Mar Morto). Per far ciò deve attraversare la porta di Mandelbaum per entrare nell'area sotto il controllo giordano: a causa delle sue origini ebree, questa è un'operazione pericolosa e perciò si avvale dell'aiuto di Freddy Hamilton, un diplomatico britannico, e vari contatti arabi che potrebbero aiutarla o meno.

## Edizioni
- Muriel Spark, La porta di Mandelbaum, Arnoldo Mondadori Editore, 1996, ISBN 88-04-40701-8.